# Josh Peck
Josh Peck, właśc. Joshua Michael Peck (ur. 10 listopada 1986 w Nowym Jorku) – amerykański aktor, komik i reżyser. Występował w roli Josha Nicholsa w serialu dla nastolatków Drake i Josh.

## Filmografia

### Aktor
- 2023:  Oppenheimer jako Kenneth Bainbridge
- 2017:  Jedź Dziesiątka jako Chris
- 2013: Battle of the Year jako Franklyn
- 2012: Bankomat jako Corey Thompson
- 2011: Red Dawn jako Matt Eckert
- 2009: What Goes Up jako Jim Lement
- 2009: Sekret Harry’ego jako Spoke White
- 2008: Drillbit Taylor: Ochroniarz amator jako Ronnie
- 2008: The Wackness jako Luke Shapiro
- 2008: Wesołych świąt – Drake i Josh jako Josh Nichols
- 2007: Really Big Shrimp jako Josh Nichols
- 2006: Special jako Joey
- 2006: Drake i Josh jadą do Hollywood jako Josh Nichols
- 2005: Spustoszenie jako Josh Rubins
- 2004: Mean Creek jako George
- 2002: Spun jako Fat Boy
- 2001: Wielka misja Maxa Keeble’a jako Robert
- 2000: Dzień bałwana jako Wayne Alworth
- 2000: Nasz nowy dom jako Slim

### Dubbing
- 2009: Obcy na poddaszu jako Sparks
- 2009: Epoka lodowcowa 3: Era dinozaurów jako Eddie
- 2006: Epoka lodowcowa 2: Odwilż jako Eddie

### Seriale
- Drake & Josh
- Szał na Amandę

#### Aktor
- 2004–2008: Drake i Josh jako Josh Nichols
- 2001–2004: Obrońca jako Christopher Rapp (gościnnie)

#### Dubbing
- 2013–2017: Wojownicze Żółwie Ninja jako Casey Jones
- 2002–2004: Whatever Happened to Robot Jones? jako Lenny
- 2002–2004: Fillmore na tropie jako Julian
- 2001–2004: Samuraj Jack jako Diecko S/ Świanka #3/ (różne głosy) (gościnnie)
- 1999: Family Guy jako Charlie (gościnnie)